# 渡边智哲
渡边智哲（日语：／ Chitetsu Watanabe，1907年3月5日—2020年2月23日），日本公务员。2020年2月23日下午11点在家里因衰老逝世。距離滿113歲還差11天。

## 生平
明治四十年（1907年）3月5日，渡邊智哲出生于日本新潟县東頸城郡浦川原村（今上越市浦川原区）的農家。畢業於新潟縣立高田農学校（新潟县立高田农业高等学校），之后任职于大日本製糖（今大日本明治製糖），前往台灣工作直到戰爭結束。第二次世界大战后从台湾返回日本，在新潟县担任公务员，曾任浦川原村議會議員。退休后从事农业活动，並以盆栽為愛好。
平成三十一年（2019年）1月20日，當時日本最年長者及世界最年長者野中正造逝世後，渡邊智哲成為日本在世最長壽男性。同年6月1日，獲老人醫學研究組織（GRG）追認。他有5个子女，12个孙辈，16个重孙，1个玄孙。同月23日下午11点在家里逝世，享年112岁355天。